# HNK Bilje
Hrvatski nogometni klub Bilje hrvatski je nogometni klub iz Bilja. Trenutno se natječe u 2. ŽNL Osječko-baranjskoj NS Beli Manastir.

## Povijest
Klub je osnovan 1924. godine. Do sada je promijenio nekoliko službenih naziva: Silni, Vatrogasac, Borac, Košutnjak, Jedinstvo, Jelen (1979./80. NK Jelen Zlatna Greda se integrirao u NK Bilje) i Bilje.
Silni je 1930. igrao u Pokrajinskom prvenstvu s klubovima Baranja Darda, BSK Beketinci, Certissa Đakovo, DMŠK Donji Miholjac, Fruškogorac Šid, Građanski Brčko, Hajduk Orašje, Jovalija Valpovo, Proleter Đurđenovac, Sloga Donji Miholjac, Šparta Beli Manastir, Šparta Vukovar i Taninpila Đurđenovac.

## Vanjske poveznice
- Profil, HNS Semafor